# Wiesław Rudkowski
Wiesław Ksawery Rudkowski est un boxeur polonais né à Łódź le 17 novembre 1946 et mort le 14 février 2016 à Varsovie.

## Biographie
Médaillé d'argent aux Jeux olympiques de Munich en 1972 dans la catégorie super-welters, sa carrière amateur est également marquée par un titre européen à Katowice en 1975, par une médaille d'argent à Belgrade en 1973 et une médaille de bronze à Madrid en 1971.

### Jeux olympiques
- Médaille d'argent en -71 kg aux Jeux de 1972 à Munich.
- Participation aux Jeux de 1968 à Mexico.

### Championnats d'Europe de boxe amateur
- Médaille d'or en -71 kg en 1975 à Katowice, Pologne
- Médaille d'argent en -71 kg en 1973 à Belgrade, Yougoslavie
- Médaille de bronze en -71 kg en 1971 à Madrid, Espagne

### Championnats de Pologne
- Champion national de 1966 à 1975 (à 10 reprises)